# GSM
全球移动通讯系统（Global System for Mobile Communications），即GSM，又稱泛歐數位式行動電話系統，是当前应用最为广泛的移动电话标准。全球超过200个国家和地区超过10亿人正在使用GSM电话。GSM标准的廣泛使用使得在移动电话运营商之间签署“漫游协定”后用户的国际漫游变得很平常。GSM相较它以前的标准最大的不同是他的信令和语音信道都是數位的，因此GSM被看作是第二代（2G）移动电话系统。GSM标准当前由3GPP组织负责制定和维护。
从用户观点出发，GSM的主要优势在于提供更高的數位语音质量和替代呼叫的低成本的新选择（比如短信）。从网络运营商角度看来，其优势是能够部署来自不同厂商的设备，因为GSM作为开放标准提供了更容易的互操作性。而且，标准就允许网络运营商提供漫游服务，用户就可以在全球使用他们的移动电话了。
GSM标准在发展的同時（例如包数据能力在Release '97版本的标准中通过GPRS被加入进来），保持与原始的GSM电话向后兼容。更高速度的数据传输是用EDGE在Release '99版标准中引入的。

## 歷史
1980年代初，第一代移动电话技术开始应用，当时存在众多互不兼容的标准，仅在欧洲就有北欧的NMT、英国的TACS、西德等国使用的C-450、法国的Radiocom 2000和意大利的RTMI等。用户的手机无法在其他标准的网络上使用，造成很大的不便。由于这个原因，西欧国家开始考虑制定一个统一的下一代移动电话标准，以便能够提供更多样的功能和使用户漫游更加容易。最開始标准起草和制定的准备工作由欧洲邮电行政大会〔CEPT〕負責管理。具体工作由1982年起成立的一系列“移动专家组”负责。GSM的名字即是移动专家组（法語：Groupe Spécial Mobile）的缩写，後來这一缩写的含义被改变为“全球移动通讯系统”，以方便GSM向全世界的推广。
1987年5月，GSM成员国达成一致，确定了GSM最重要的几项关键技术。1989年，欧洲电信标准协会〔ETSI〕從CEPT接手标准的制定工作。1990年，第一版GSM标准完成。1992年1月，芬兰的Radiolinja成为第一个商业运营的GSM网络。亚洲最早的GSM运营网络是1993年的香港电讯CSL。而中国内地也在1994年跟进，由当时中国电信移动通信局（现在的中国移动）以“全球通数字移动电话网”名称运营，后演变为全球通品牌。GSM的推出推动了移动通信的普及，用户持续快速增长。1995年，全球用户达到1千万，1998年，达到一亿，2005年已经超过15亿。
1998年，目標为制訂接替GSM的第三代行動電話（3G）規範的3GPP啟動。3GPP也接受了維護和继续開發GSM規範的工作。ETSI是3GPP的成員之一。
在发展的过程中，GSM系统的功能不断得到丰富，从而能够提供更多样的服务。由GSM系统首先引入的短信息服务（SMS）提供了一种新颖、便捷、廉价的通讯方式。1994年，GSM实现了基于电路交换的数据业务和传真服务。1999年，WAP协议使得用户可以通过手机访问互联网。2000年后开始商用的通用分组无线服务（GPRS）使得GSM系统能够以效率更高的分组方式提供数据通讯。2003年，EDGE技术开始商用，提供了接近3G的数据通讯能力。
目前，3GPP组织还在发展GSM标准，以便利用已经大量部署的GSM基础设施，平滑地向3G技术演进。

## 市场状况
到2005年全球有超过10亿人使用GSM电话，使GSM成为主导的移动电话系统，占到全球市场份额的70%。当前W-CDMA并没有展现出全部的功能，而GSM的主要竞争CDMA2000（主要在北美、日本、中国和韩国使用）在全球获得作为3G标准过渡的有限的增长。因为W-CDMA网络建设已经起步（至少在高密度的市场），GSM的確正在缓慢消亡，但这将持续相当时间。
在1998到2000年之间导致GSM用户增长的主要原因是移动运营商推出预付费电话服务。它允许那些不能或者不想跟运营商簽署合同（服務計劃）的人们使用移动电话服务。这种服务在欧洲的移动运营商之间竞争也比较激烈，即使没有长期的合同，人们也可以从运营商那里以很低廉的价格买到一款手机。

## 无线电接口
GSM系统在无线接口上采用时分多址技术（TDMA），语音或数据信号采用高斯最小频移键控（GMSK）方式进行调制。信道编码主要采用卷积码。每个GSM载频的带宽为200KHz，在时间上以4.615ms（更准确的说是60/13ms）为一帧，每一帧又顺序划分为8个时隙。时隙是GSM无线接口上资源的最小单位。
作为GSM系统数据传输性能提升的EDGE系统，调制方式采用了效率更高的8进制相移键控（8PSK）。开发中的EDGE演进技术则将采用32或16进制正交幅度调制（32或16QAM），每载频的数据传输能力可接近1Mbps。
为适应各国无线电频率分配的不同情况，GSM系统可以在多个不同的频段工作。最初的GSM标准定义了900MHz，1800MHz，和1900MHz频段。此后又补充了850MHz和450MHz，以适合部分地区的需求。世界大部分地区采用900M和1800M频段。美洲的一些运营商使用850M和1900M频段。400－450M频段则仅局限于北欧国家的运营商。此外，欧盟为铁路调度通信需要以GSM为基础制定的GSM-R系统，它的工作频率也在900M频段。GSM上下行信号为频分双工，上下行信号采用不同的频率，但对于不同的频点，上下行频率之间保持固定的间隔。各频段的具体频率范围和信道号如下：
| 频段    | 名称      | 信道号     | 上行（MHz）     | 下行（MHz）     | 其他                                                  |
| GSM 850 | GSM 850   | 128 - 251  | 824,0 - 849,0   | 869,0 - 894,0   | 美国、南美洲国家和亚洲部分国家。                      |
| GSM 900 | P-GSM 900 | 1-124      | 890,0 - 915,0   | 935,0 - 960,0   | GSM最先实现的频段，也是使用最广的频段。               |
| GSM 900 | E-GSM 900 | 975 - 1023 | 880,0 - 890,0   | 925,0 - 935,0   | 900M扩展频段                                          |
| GSM 900 | R-GSM 900 | n/a        | 876,0 - 880,0   | 921,0 - 925,0   | 铁路GSM（GSM-R），为铁路调度通信系统开发的特殊版本。  |
| GSM1800 | GSM 1800  | 512 - 885  | 1710,0 - 1785,0 | 1805,0 - 1880,0 | 适用于对信道容量需求大的市场，应用范围仅次于900M。    |
| GSM1900 | GSM 1900  | 512 - 810  | 1850,0 - 1910,0 | 1930,0 - 1990,0 | 主要用于美洲国家，由于有频率重叠，与1800M系统不兼容。 |

GSM网络一共有四种不同的蜂窝单元尺寸：宏蜂窝，微蜂窝，微微蜂窝和伞蜂窝。覆盖面积因不同的环境而不同。宏蜂窝可以被看作那种基站天线安装在天线杆或者建筑物顶上那种。微蜂窝则是那些天线高度低于平均建筑高度的那些，一般用于市区内。微微蜂窝则是那种很小的蜂窝只覆盖几十米的范围，主要用于室内。伞蜂窝则是用于覆盖更小的蜂窝网的盲区，填补蜂窝之间的信号空白区域。
蜂窝半径范围根据天线高度、增益和传播条件可以从百米以下到数十公里。GSM规范设计的最大小区半径，一般情况下为35公里。如果采用扩展蜂窝的技术，则可以达到120公里以上，适用于一些传播条件极好的情况。
GSM还支持室内覆盖，通过功率分配器可以把室外天线的功率分配到室内天线分布系统上。这是一种典型的配置方案，用于满足室内高密度通话要求，在购物中心和机场十分常见。然而这并不是必须的，因为室内覆盖也可以通过无线信号穿越建筑物来实现，只是这样可以提高信号质量减少干扰和回声。
一般在界定無線電介面，會以信道（Channel）來分，分為邏輯信道（Logical Channel）跟物理信道（Physical Channel）。首先在物理信道定義了實體網路的傳輸單元。

## 语音编码
GSM系统最早的语音编码方案采用规则脉冲激励长时预测编码（REP-LTP）技术。它产生的编码速率为13Kbps，每20ms一个话音帧。话音质量平均意见分值（MOS）可达到3.6。这一方案被称作全速率编码（Full Rate，FR）。在FR的基础上，通过改进算法推出了增强型全速率编码（Enhanced Full Rate，EFR）；在不改变编码速率的条件下，实现了更好的话音质量。同时也引入了编码速率为6.5Kbps的半速率编码（Half Rate，HR），这样在牺牲话音质量的前提下，系统的容量可以提高一倍。1998年，3GPP又采纳了自适应多速率编码（Adaptive Multi-Rate，AMR）作为语音编码的增强。AMR包括14种不同速率的编码算法，其中8种为全速率和6种为半速率，码率介于12.2Kbps至4.75Kbps之间。系统在通话过程中根据信道条件和误码率实时地选择最佳的编码速率。在理想情况下，AMR 12.2Kbps的语音MOS可达4.14。

## 网络结构

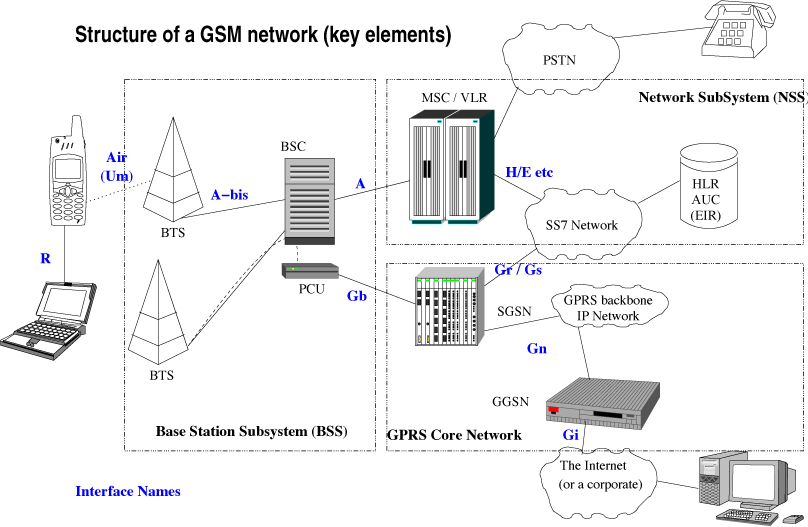
GSM网络结构

GSM系统后面的网络被人们看作是极其庞大和复杂的，这样就可以提供所有的所需的服务。它被分成很多的部分，每一部分负责其中的一个功能。
- 基站子系统（基站及其控制器）。
- 网络交换子系统（这一部分和固定网络最为相似）有时也被稱為核心网。
- GPRS核心网（可选部分，用于基于报文的互联网连接）。
- 运营支撑系统（英语：Operations support system）。

## 身份识别模块
GSM的一个关键特征就是用户身份模块（SIM），也叫「SIM卡」。SIM卡是一个保存用户数据和电话本的可拆卸智能卡IC。用户就可以更换手机后还能保存自己的信息。换句话说用户也可以使用现在的手机而使用不同运营商的SIM卡。有些运营商为了防止用户转换到别的网络在手机上做設定限制，使得它只能用該營運商的SIM卡，或者同一个网络的SIM卡，这就是所謂的「SIM卡加密」，这種行為在某些国家并不合法。
在美国和欧洲，大部分运营商锁定他们销售的移动电话，这样做是因为移动电话的价格一般因为签订长期合同大幅减少（例如在欧美市场很多手机可以通过签约以原价格几十分之一的价格购买），而运营商试图避免客户的流失。用户一般可以通过与运营商联系付一定费用来解除锁定（俗称「解码」），或者通过一个专门服务或者从互联网上搜索相关软件来解码。如果用户签署在一段时期有效地合同（合同帐户），某些美国运营商例如T-Mobile和Cingular，就会解除对电话的锁定。第三方的解码方法比起运营商的来一般更快而且也更便宜。在大多数国家解除锁定是合法的。在中国内地，行业主管部门不允许运营商锁定移动电话，这使得运营商的定制机也能轻松使用其他运营商的网络。

## GSM安全
GSM被设计具有中等安全水平。系统设计使用共享密钥用户认证。用户与基站之间的通讯可以被加密。演进的UMTS引入可选的USIM－使用更长鉴别密钥保证更好的安全以及网络和用户的双向验证。GSM只有网络对用户的验证（而不是双向验证）。虽然安全模块提供了保密和鉴别功能，但是鉴别能力有限而且可以伪造。
GSM为了安全使用多种加密算法。A5/1和A5/2两种串流加密法用于保证在空中信息的保密性。A5/1是在欧洲范围使用的强力算法，而A5/2则是在其他国家使用的弱强度算法。在两种算法中严重漏洞都已经被发现，例如一个唯密文攻擊可能实时的中断掉A5/2.但是系统支持多个不同算法，这样运营商就可以换一个安全等级更强的。